# Schneverdingen
Schneverdingen é uma cidade da Alemanha localizada no distrito de Heidekreis, estado de Baixa Saxônia.